# Nevel (oblast Pskov)
Nevel (Russisch: Невель) is een stad in de Russische oblast Pskov. Het aantal inwoners ligt rond de 18.000. Nevel is tevens het centrum van het gelijknamige bestuurlijke rayon. De stad ligt aan het Nevelmeer, 242 kilometer ten zuidoosten van Pskov.
De stad werd voor het eerst genoemd in 1503. Aan het einde van de Lijflandse Oorlog viel Nevel toe aan het Pools-Litouwse Gemenebest. De stad kwam pas weer in Russische handen in 1772, waarmee het ook de status van stad kreeg.
Bestuurlijk centrum: Pskov 

Dno · Gdov · Nevel ·Novorzjev · Novosokolniki · Opotsjka · Ostrov · Petsjory · Porchov · Poestosjka · Pytalovo · Sebezj · Velikieje Loeki